# Дунаев, Леонид Владимирович
Леонид Владимирович Дунаев (1954—2002) — советский фехтовальщик на шпагах, двукратный чемпион мира в командном первенстве (1979, 1981).

## Карьера
На Универсиаде 1979 года завоевал индивидуальное и командное серебро в соревнованиях шпажистов.
Бронзовый призёр турнира «Дружба-84» (командная шпага).
Дважды становился чемпионом мира в командной шпаге, ещё дважды становился призёром чемпионатов мира.
В 1979 и 1982 году становился чемпионом СССР.

## Семья
Дочь Ярославна, дизайнер. Сын Данила — актёр театра и кино.